# Maréja
Maréja je jednoaktová opera českého skladatele Jaroslava Vogla na vlastní libreto podle stejnojmenné povídky italského spisovatele Antonia Beltramelliho. Je to Voglova první opera a byla napsána roku 1922. Následujícího roku byla provedena v olomouckém českém divadle jako první opera, která měla v tomto divadle svou premiéru.
Hlavní hrdinka opery, jež se odehrává ve vesnici v italské Romagni, je dcerou slepého otce, pastýře. Čistá dívka upoutá pozornost zvířeckého honáka jménem Iesò di Lenda a ten ji zneuctí. Dívka před vesnicí neunese svou pohanu a spáchá sebevraždu tím, že se utopí v moři. Pozdní lítost dožene zlosyna k sebevraždě. Tento veristický námět zhudebnil Vogel zejména podle italských vzorů: pozdního Verdiho, Pucciniho (Madam Butterfly) a také nejvlivnějšího díla středoevropského verismu, d'Albertovy Nížiny.
Po olomoucké premiéře (dirigent: Karel Nedbal, režie: Bohuš Vilím), jež vyvolala značný zájem, byla uvedena ještě v divadle v Moravské Ostravě (premiéra 3. listopadu 1925), v plzeňském divadle a Zemském divadle v Brně (premiéra 10. března 1928).